# 617 Pátroclo
617 Pátroclo é um asteroide troiano de Júpiter.
Foi descoberto a 17 de outubro de 1906 por August Kopff em Heidelberg.
No dia 22 de setembro de 2001 foi descoberto que faz parte de um sistema binário com o corpo secundário Menécio.
Este asteroide recebeu este nome em homenagem ao personagem Pátroclo da mitologia grega.